# Uggiate-Trevano

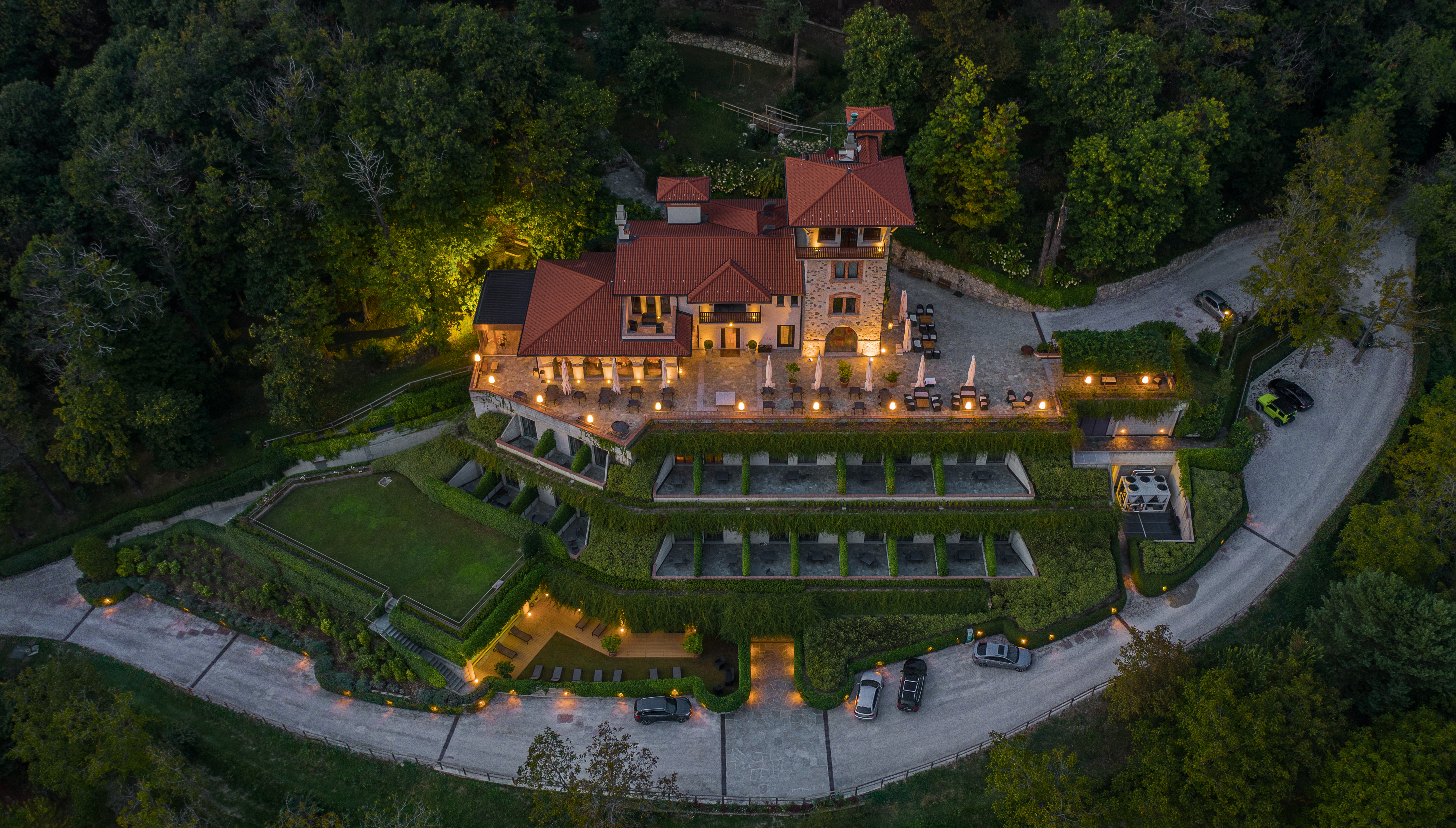
Tenuta dell' Annunziata à Uggiate-Trevano, pour le tourisme rural. Septembre 2020.

Uggiate-Trevano est une commune italienne de la province de Côme, dans la région Lombardie.

### Hameaux

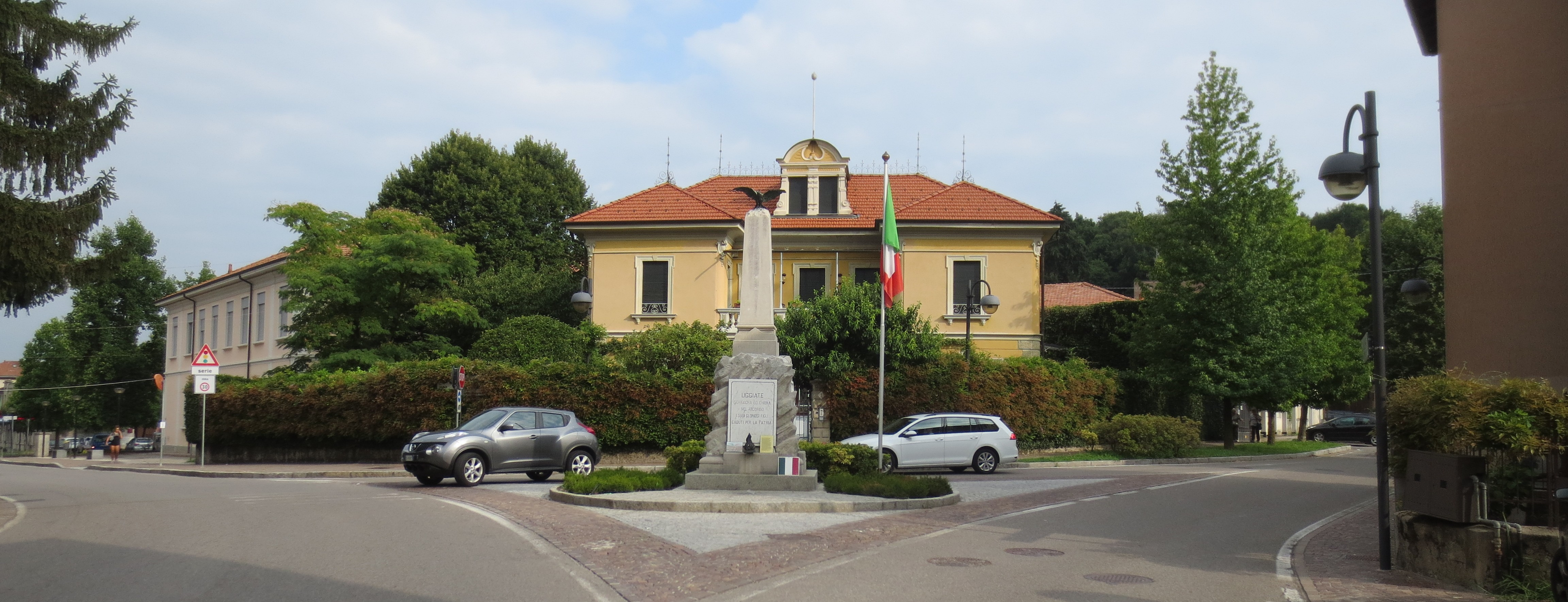
Le monument aux morts.

## Administration
| Période                                  | Période | Identité | Étiquette | Qualité |
| ---------------------------------------- | ------- | -------- | --------- | ------- |
|                                          |         |          |           |         |
| Les données manquantes sont à compléter. |         |          |           |         |

### Communes limitrophes
Albiolo, Bizzarone, Drezzo, Faloppio, Ronago, Valmorea